# Gongylorrhus sulcatus
Gongylorrhus sulcatus är en mångfotingart som beskrevs av Carl Graf Attems 1936. Gongylorrhus sulcatus ingår i släktet Gongylorrhus och familjen Harpagophoridae. Inga underarter finns listade i Catalogue of Life.